# FLB FMK-1
La FLB FMK-1 es una granada de mano diseñada en Argentina por la Fábrica Militar Fray Luis Beltrán durante la década de 1970 para reemplazar a la entonces ya obsoleta FM-1 de las Fuerzas Armadas argentinas. Su diseño es similar a la M67 estadounidense, con cuerpo esférico y tamaño pequeño.